# ジャッキー・チェン カンフー・キッド
『ジャッキー・チェン カンフー・キッド』（原題：寻找成龙、Looking for Jackie）は、2009年に公開された中国のアクション・コメディ映画。

## 概要
日本では「2009 東京･中国映画週間」の1作品として、『ジャッキー・チェンを探して』の邦題で上映された。映画祭での上映に合わせてチアン・ピン監督ら関係者による舞台挨拶も行われた。その後、一般向けに劇場公開されることなく、2010年8月26日に松竹ホームエンタテインメントから『ジャッキー・チェン カンフー・キッド』の邦題でDVDソフトが発売された。配信サービスでは『ジャッキー・チェン カンフーマスター』の邦題で流通している。

## ストーリー
北京生まれ、インドネシア育ちの16歳の少年チャン・イーシャンは、ジャッキー・チェンの大ファン。ジャッキーに憧れて武術学校へと進学するが、中国語が下手なため、いつも同級生の笑い者になっていた。ある日、祖母はイーシャンを生まれ故郷である北京の実家に送り出す。イーシャンは、北京で憧れのジャッキーに弟子入りし、同級生たちを見返そうと決心していた。

## キャスト
| 役名                                                                   | 俳優 | 日本語吹替 | 備考         |
| ---------------------------------------------------------------------- | --- | ---------- | ------------ |
| チャン・イーシャン（張一山）                                           | チャン・イーシャン（張一山）                                                                            | 柿原徹也   |              |
| ジャッキー・チェン（成龍）                                             | ジャッキー・チェン（成龍）                                                                              | 石丸博也   | 特別出演     |
| 女性警察官（女警官）                                                   | チアン・ホンポー（姜宏波）                                                                              | 岡村明美   |              |
| ロン姉さん（蓉姐）                                                     | ヤン・ビンヤン（顏丙燕）                                                                                | 藤原美央子 |              |
| ホン兄（洪哥）                                                         | ウー・ジュン（吳軍）                                                                                    |            |              |
| 北京の祖母（姥姥）                                                     | ティエン・ホア（田華）                                                                                  | 前田敏子   | 特別友情出演 |
| 北京の祖父（姥爺）                                                     | 張勇手                                                                                                  | 藤本譲     | 特別友情出演 |
| 大将軍役のユン・ワー（大将軍）                                         | ユン・ワー（元華）                                                                                      | 町田政則   |              |
| ツーシア（小道姑）                                                     | ユアン・ウェンティン（袁文霆）                                                                          |            |              |
| 清石観の道観長（女道長）                                               | ユン・チウ（元秋）                                                                                      | 紗ゆり     |              |
| 敵役（地痞甲）                                                         | ユエン・ブン（元彬）                                                                                    |            |              |
| 敵役（地痞乙）                                                         | ユン・モウ（元武）                                                                                      |            |              |
| ジャッキーの妹役（青衣女子）                                           | タン・ヤン（唐嫣）                                                                                      |            | 友情出演     |
| 監督（女導演）                                                         | ユー・ナン（余男）                                                                                      |            |              |
| 助監督（眼鏡副導演）                                                   | チャン・イーバイ（張一白）                                                                              |            | 友情出演     |
| タクシー運転手                                                         | ワン・シュエビン（王学兵）                                                                              | 菊本平     | 友情出演     |
| 女医（女医生）                                                         | チン・ラン（秦嵐）                                                                                      |            | 友情出演     |
| 武術の先生（武術老師）                                                 | ウー・ユエ（吳樾）                                                                                      |            |              |
| ジン先生（金先生）                                                     | デヴィッド・ラム（林威）                                                                                |            | 友情出演     |
| インドネシアの祖母（奶奶）                                             | ズウ・シージュエン（祝希娟）                                                                            |            | 特別友情出演 |
| 道を尋ねる人（問路甲）                                                 | ユイ・ラン（于藍）                                                                                      |            | 特別友情出演 |
| 道を尋ねる人（問路乙）                                                 | タオ・ユーリン（陶玉玲）                                                                                |            | 特別友情出演 |
| 国家中影数字制作基地の警備員（保安甲）                                 | チョウ・シャオビン（周小斌）                                                                            |            |              |
| 『紅楼夢』薛宝釵役のバイ・ビン（薛宝釵）                               | バイ・ビン（白冰）                                                                                      |            | 友情出演     |
| 『紅楼夢』王熙鳳役のヤオ・ディー（王熙鳳）                             | ヤオ・ディー（姚笛）                                                                                    |            | 友情出演     |
| 国家中影数字制作基地落成式の出席者 （2008年7月31日CCTVのニュース映像） | ワン・シャンタン（王晓棠） ジョン・ウー（呉宇森） ジャッキー・チェン（成龍） チェン・カイコー（陳凱歌） |            |              |

## 関連作品
- 『紅楼夢 〜愛の宴〜』 - 本作中、国家中影数字制作基地（国家映画デジタル制作基地）内で、薛宝釵役のバイ・ビンと王熙鳳役の女優ヤオ・ディーが撮影終わりに食堂に行くシーンがある。実際、『紅楼夢 〜愛の宴〜』は同基地内でも落成直後から撮影されていた。